# Енергетичні напої
Енергети́чні напо́ї (енерге́тики, енергото́ніки) — безалкогольні напої, у рекламній кампанії яких робиться акцент на їхню здатність стимулювати центральну нервову систему людини та/або підвищувати працездатність, а також на те, що вони не дають людині заснути.

## Склад
Напої містять тонізуючі речовини, найчастіше кофеїн (у деяких випадках замість кофеїну в складі виробниками заявляються екстракти гуарани, чаю чи мате, що містять кофеїн, або ж кофеїн під іншими назвами: матеїн, теїн) та інші стимулятори: теобромін і теофіллін (алкалоїди какао), а також нерідко вітаміни, як легкозасвоювальне джерело енергії — вуглеводи (глюкозу, сахарозу), адаптогени тощо. Останнім часом додається таурин.
Енергетик — сильно-газований напій, який містить велику кількість вугільної кислоти (H2CO3)- тому що це сприяє більш швидкому засвоєнню компонентів і швидкому прояву ефекту.
Всі інгредієнти енергетичних напоїв є компонентами звичайної їжі і щодо них відсутні будь-які побоювання, що викликають необхідність заборон і обмежень. Кофеїн — алкалоїд, що присутній в кавових зернах, чайному листі, какао-бобах, колагоріхах, гуарані. Таурин — звичайна амінокислота, що міститься практично у всіх білкових продуктах харчування. Таурин зустрічається в звичайній їжі, особливо в морепродуктах та м'ясі, і це звичайний метаболіт у організмі людей. Вітаміни групи В (В3, В5, В6, В12) звичайні вітаміни, які часто вживаються у недостатній кількості. Містяться в бобових, злаках, печінці та ін. Європейські інститути оцінки ризику встановили, що такі рівні вважаються безпечними для основних інгредієнтів енергетичних напоїв: таурин 4000 мг/л, глюкуронолактон 2400 мг/л і кофеїн 320 мг/л.
У деяких енергетичних напоях можуть бути присутні консерванти. В Україні дозволені до застосування ті ж харчові добавки, що і в ЄС. Тобто ті, які пройшли всеосяжну і багаторічну оцінку безпеки, перед внесенням до Євро-реєстру харчових добавок. Згідно з Кодексом практики маркетингу та маркування енергетичних напоїв, безпека своїх ключових інгредієнтів була оцінена і підтверджена європейськими організаціями оцінки ризику та багатьма іншими органами охорони здоров'я в усьому світі.

### Склад деяких напоїв
Усі числа зазначені в перерахунку на 100 грамів продукту (обсяг банки зазвичай 0,25—0,5 л). Відомості переписані з упакувань і не перевірені на достовірність.
|                                      | Burn  | Red Bull | Non Stop           | REVO Energy        | REVO AlcoEnergy |
| ------------------------------------ | ----- | -------- | ------------------ | ------------------ | --------------- |
| Енергетична цінність (кКал)          | 61,3  | 45       | 39,5               | ---                | ---             |
| Вуглеводи (г)                        | 14,3  | 11,3     | 10                 | ---                | ---             |
| Таурин (мг)                          | 420   | 400      | 150                | 1000               | ---             |
| Кофеїн (мг)                          | 35    | 32       | 20                 | 100                | 112,2           |
| Гуарана (екстракт, мг)               | 5,3   | ---      | Входить до кофеїну | Входить до кофеїну | 132,0           |
| Даміана (мг)                         | ---   | ---      | ---                | ---                | 33,0            |
| Глюкуронолактон (мг)                 | 255   | 240      | ---                | ---                | ---             |
| Аскорбінова кислота (Вітамин С) (мг) | ---   | ---      | 31,20              | 6,24               | 35,006          |
| Ніацин (В3)(мг)                      | 5,8   | 8        | 1,58               | 6,732              | 8,886           |
| Пантотенова кислота (В5)(мг)         | 1,1   | 2        | 1,01               | 4,302              | 5,679           |
| Піридоксин (В6)(мг)                  | 0,6   | 2        | 0,23               | 0,995              | 1,313           |
| Інозит (В8)(мг)                      | 12    | ---      | ---                | ---                | ---             |
| Вітамін В9(мг)                       | ---   | ---      | 0,03               | 0,115              | 0,151           |
| Фолієва кислота (В12)(мг)            | 0,028 | 0,02     | ---                | ---                | ---             |

## Дія «енергетиків»
Медичне обмеження на використання енергетиків — не більше 0.5 л на добу, лікарі рекомендують вживати їх тільки за сильної необхідності.

### Позитивні ефекти
Виробники в рекламі затверджують, що напої підвищують працездатність, шляхом стимулювання внутрішніх резервів організму. Наприклад, відомо, що глюкоза, як і інші вуглеводи, швидко всмоктується в кров, включається до окисних процесів й доставляє енергію (вуглеводи) до м'язів, мозку та до інших життєво важливих органів. Іноді в рекламі вказується, що кофеїн в енергетиках присутній у чистому виді й не зв'язаний, як у каві та чаї, з іншими речовинами, що зм'якшують його дію. Ця заява не має підстав.
Енергетичні напої можна вживати при керуванні автомобілем, машинами й механізмами.
Виробники можуть заявляти, що стимулююча дія енергетика триває 3—4 години, однак посилань на відповідні клінічні випробування не приводиться.
Одне з останніх наукових підтверджень про позитивний вплив кофеїну на центральну нервову систему, опубліковано в журналі Nature Scientific Reports. Учені зосередилися на феномені «загальної втоми центральної нервової системи», коли після фізичних навантажень відбувається розбалансування кількості молекул-месенджерів всередині організму і це призводить до того, що ЦНС не здатна ефективно передавати команди на скорочення м'язів. Досі не було зрозуміло, як це впливає на м'язи, які не задіяні безпосередньо при фізичних навантаженнях, наприклад, на очні. І за допомогою сучасних IT-технологій, що дозволяють відслідковувати руху очних яблук (так званий eye-tracking), вчені дослідили, що в середньому швидкість руху очних яблук знижується на 8 % після тренування, що перешкоджає засвоєнню нової візуальної інформації. Провели експеримент: при включенні червоного або зеленого сигналу очі випробуваного повинні переміститися з центру вліво або вправо. Швидкість такого переміщення відстежувалася за допомогою eye-tracking пристрою. І таким чином доведено, що порція кофеїну, еквівалентну 2 чашкам кави (мається на увазі еспресо), здатна повністю усунути ефект загальної втоми ЦНС і навіть мінімально прискорити реакцію.
Крім того, енергетичні напої зазвичай містять різні комбінації вітамінів, які сприятливо впливають на здоров'я. Вітаміни групи B, такі як ніацин, пантотенова кислота, вітамін B6 та вітамін B12, зазвичай додають в енергетичні напої.
EFSA позитивно оцінив твердження щодо здоров'я для деяких вітамінів групи В, що стосується їх внеску в нормальний метаболізм, що призводить до отримання енергії, нормального функціонування нервової системи та зменшення втоми. Антагонізм кофеїну та вітамінів В невідомий.

### Негативні ефекти
Вживання кофеїну та кофеїн-вмісних продуктів за 6 годин до сну (в деяких людей за 9 годин) порушує якість та тривалість глибокої фази сну.
Лікарі попереджають, що вживання «енергетиків» може викликати проблеми із серцево-судинною системою, зниженням потенції, безсонням, стомленням, швидким виснаженням ресурсів організму.
|  | Систематичне вживання енергетичних напоїв може викликати залежність. Без них людина через деякий час досягає фази виснаження, зазнає млявість, слабкість і шукає засіб для зняття такого стану. Чашка кави тут не допоможе. |

Якщо напої дійсно містять високі дози біологічно активних речовин, то вони можуть викликати певні несприятливі ефекти: порушення сну, збудження, занепокоєння, тахікардію, підвищення артеріального тиску, аритмію, нудоту й блювоту, нетривалу депресію та ін.
В жовтні 2009 р. зафіксовано смертельний випадок — студентка одного з вузів м. Пенза (Російська Федерація) померла від крововиливу в печінку, викликаного передозуванням енергетичним напоєм, який знаходиться в вільному продажу.
У 2015 році Європейське агентство з безпеки продуктів харчування EFSA знову дійшла висновку, що інгредієнти енергетичних напоїв не чинять несприятливого впливу.
Дані про споживання було зібрано в рамках опитування, проведеного на основі опитувальника з використанням частот (FFQ), в якому взяли участь понад 52'000 учасників із 16 різних європейських країн-членів.
Кофеїн є характерним компонентом енергетичних напоїв. За результатами дослідження EFSA позитивно оцінив твердження щодо безпечності кофеїну для здоров'я, що стосуються підвищення бадьорості, уваги, витривалості, ефективності роботи та зниження сприйняття навантаження під час виконання фізичних вправ.
У енергетичних напоях концентрація кофеїну є в межах 250—350 мг/л. В напоях Кола — близько 100 мг/л.
Заварений чай містить від 150 до 250 мг кофеїну на літр. Набагато більше кофеїну в каві — від 200 до 3000 (еспресо) мг/л.
За інформацією Європейського агентства з безпеки продуктів харчування EFSA, безпечними вважаються щоденні надходження кофеїну в дозі 400 мг для дорослих, а для підлітків по розрахунку 3 мг/кг маси тіла. Зважаючи на це в залежності від маси, наприклад, тіла підлітки можуть безпечно вживати 1—1,5 банки (250 мл) енергетичного напою в день.
Небезпечна кількість кофеїну починається з цифри кілька грамів на день (LD50=10 г). Але вжити таку кількість зі звичайними напоями, включно з енергетичними напоями, неможливо. Для цього доведеться випити набагато більше ніж 5 літрів в день.
Багато кофеїну вживають, наприклад, у Франції, проте останні дослідження не показали жодного шкідливого впливу кофеїну на населення. У Канаді безпечний рівень кофеїну на добу для вагітних жінок 300 мг. Європейське агентство з безпеки продуктів харчування визначило рівень вживання для вагітних трохи нижче — 200 мг на добу. Це приблизно одна пляшка енергетика в день. Споживання до 200 мг кофеїну в день з усіх джерел вагітною жінкою в загальній сукупності населення не становить небезпеки для плода.
У своєму науковому дослідженні безпеки кофеїну в 2015 році Європейський орган з безпеки харчових продуктів (EFSA) виявив, що сумарна кількість кофеїну, яку діти та підлітки черпають з енергетичних напоїв. незначна. На сьогодні день найбільше кофеїну споживається з інших джерел: кави, чаю, шоколаду і коли. І це стосується людей будь-якого віку.
За статистикою, кофеїн вживають діти, вагітні, які годують груддю, оскільки вони вживають чай, каву, шоколад тощо. Какао, чай і кава входять в рекомендовані дієти для школярів, дошкільнят, вагітних і годуючих грудьми.
Енергетичні напої не викликають появу залежності і не містять будь-яких речовин, що викликають появу залежності. Інгредієнти енергетичних напоїв можна знайти в інших продуктах харчування, а деякі інгредієнти зустрічаються природним чином в організмі людини. Також загальноприйнятим є те, що кофеїн, який також є природним інгредієнтом у харчових продуктах, таких як кава, чай та шоколад, не викликає залежності. Енергетичні напої містять приблизно таку ж кількість кофеїну, що й чашка кави.

### Протипоказання
Указують, що «енергетики» протипоказані при захворюваннях серцево-судинної системи, артеріальній гіпертензії, глаукомі, порушенні сну, підвищеній збудливості й чутливості до кофеїну.
Також «енергетики» не рекомендовано пити дітям і вагітним жінкам.
У Франції ці напої раніше були повністю заборонені, а в Німеччині існує заборона на їхнє виробництво.

### Комбінація з алкоголем
Енергетичні напої іноді змішують із алкоголем. Енергетики виконують стимулюючу функцію, а у той же час алкоголь — гнітючу. Шкода такої комбінації полягає в здатності енергетиків замаскувати вплив алкоголю, на випадок чого людина не зможе ураховувати його вплив. Алкоголь у більших дозах викликає природну втому, але стимулюючий ефект енергетиків здатний перебити його. Розповсюджене змішування енергетиків з горілкою й іншим алкоголем спричинило виникнення заздалегідь приготовлених коктейлів, відомих за назвою «alcopops», які нерідко включають до свого складу екстракти тауріну або гуарани для додання напою специфічного аромату.

## Вплив на здоров'я
Енергетичні напої посідають шосте місце в рейтингу шкідливих продуктів.

## Обмеження продажу
За даними Ліги, що збігаються з даними Європейської асоціації енергетичних напоїв, БТЕН вільно продаються в більш ніж 170 країнах. Заборон немає в жодній країні світу. У кількох країнах (Литва, Латвія) в 2016 році було введено обмеження на продаж неповнолітнім. У попередні роки (2004—2012) існувала заборона у Франції, яка була визнана необґрунтованою і скасована. 170 країн світу спокійно продають безалкогольні енергетичні напої, зокрема всі країни ЄС.
Вимоги до безпеки вживання енергетичних напоїв такі ж, як і вимоги до маркування таких напоїв. Склад напоїв, які продаються в Україні та країнах ЄС, визначається вимогами щодо безпеки напоїв, тому вони фактично однакові (відрізняються лише смаком).